# Lithosia deplana
Lithosia deplana är en fjärilsart som beskrevs av Carl von Linné 1771. Lithosia deplana ingår i släktet Lithosia och familjen björnspinnare. Inga underarter finns listade i Catalogue of Life.